# آن ماريفين
آن ماريفين (بالفرنسية: Anne Marivin)‏ هي ممثلة فرنسية، ولدت في 23 يناير 1974 في فرنسا.

## أعمال

### أفلام
- (2006) لا تخبر أحدا
- (2008) مرحبا بكم في أرض الشتيين[7][8]

## وصلات خارجية
- آن ماريفين على موقع IMDb (الإنجليزية)
- آن ماريفين على موقع ميتاكريتيك (الإنجليزية)
- آن ماريفين على موقع روتن توميتوز (الإنجليزية)
- آن ماريفين على موقع قاعدة بيانات الأفلام العربية
- آن ماريفين على موقع ألو سيني (الفرنسية)
- آن ماريفين على موقع أول موفي (الإنجليزية)
- آن ماريفين على موقع قاعدة بيانات الأفلام السويدية (السويدية)
- آن ماريفين على موقع ديسكوغز (الإنجليزية)
- آن ماريفين على موقع قاعدة بيانات الفيلم (الإنجليزية)
- آن ماريفين على موقع ليتربوكسد (الإنجليزية)